# Ceratoppia violabilis
Ceratoppia violabilis är en kvalsterart som beskrevs av Tseng 1982. Ceratoppia violabilis ingår i släktet Ceratoppia och familjen Ceratoppiidae. Inga underarter finns listade i Catalogue of Life.